# Carriage Club
Carriage Club és una concentració de població designada pel cens dels Estats Units a l'estat de Colorado. Segons el cens del 2000 tenia 1.002 habitants.

## Demografia
Segons el cens del 2000, Carriage Club tenia 1.002 habitants, 325 habitatges, i 290 famílies. La densitat de població era de 522,8 habitants per km².
Dels 325 habitatges en un 48,3% hi vivien nens de menys de 18 anys, en un 84,6% hi vivien parelles casades, en un 3,7% dones solteres, i en un 10,5% no eren unitats familiars. En el 6,2% dels habitatges hi vivien persones soles el 6,2% de les quals corresponia a persones de 65 anys o més que vivien soles. El nombre mitjà de persones vivint en cada habitatge era de 3,08 i el nombre mitjà de persones que vivien en cada família era de 3,23.
Per edats la població es repartia de la següent manera: un 30,7% tenia menys de 18 anys, un 4,4% entre 18 i 24, un 35% entre 25 i 44, un 25,7% de 45 a 60 i un 4,1% 65 anys o més.
L'edat mediana era de 37 anys. Per cada 100 dones de 18 o més anys hi havia 97,7 homes.
La renda mediana per habitatge era de 101.402 $ i la renda mediana per família de 88.314 $. Els homes tenien una renda mediana de 74.750 $ mentre que les dones 40.893 $. La renda per capita de la població era de 31.852 $. Entorn del 3% de les famílies i el 3,4% de la població estaven per davall del llindar de pobresa.

## Poblacions més properes
El següent diagrama mostra les poblacions més properes.